# Chris Coleman (calciatore)
Christopher Coleman, detto Chris (Swansea, 10 giugno 1970), è un allenatore di calcio ed ex calciatore gallese, di ruolo difensore.

## Carriera

### Giocatore

#### Club
All'età di 16 anni entrò nelle giovanili del Manchester City, per poi fare ritorno nella sua città natale e fare il proprio ingresso nel vivaio dello Swansea City. Giocò oltre 200 partite con lo Swansea, con cui esordì nel calcio professionistico nel 1987, a soli 17 anni, in Welsh Premier League, e vinse la Coppa del Galles nel 1989 e nel 1991.
Dopo quattro anni nella prima squadra dello Swansea, nel 1991 fu ceduto al Crystal Palace per 270 000 sterline più una percentuale su una futura rivendita. Con il Palace, Coleman esordì nella neonata Premier League e in quattro anni tra prima e seconda serie giocò 153 partite, con 13 gol all'attivo, guadagnando anche le prime convocazioni in nazionale.
Nel dicembre 1995 fu il Blackburn, squadra campione d'Inghilterra in carica, ad acquistarlo per 2,8 milioni di sterline. In una stagione e mezza collezionò 28 presenze e accusò infortuni al tendine d'Achille che ne limitarono la carriera.
Verso la fine del 1997 Coleman decise di scendere di due categorie, firmando per il Fulham, squadra di terza serie. Con il club londinese, di cui divenne ben presto il capitano, ottenne la promozione in First Division (seconda serie) sotto la guida di Kevin Keegan al termine dell'annata 1998-1999. Nel 2000-2001, sotto la guida di Jean Tigana, Coleman rimase capitano, ma la sua carriera giunse ad una repentina fine a metà stagione, quando egli si ruppe la gamba in un incidente automobilistico presso Bletchingley, nel Surrey, il 2 gennaio 2001, qualche giorno prima della partita di FA Cup tra Fulham e Manchester Utd. Nel marzo 2002 tornò in campo nella squadra riserve del Fulham, ma non si riprese mai completamente dall'infortunio. Nell'ottobre 2002 si ritirò dall'attività agonistica e poco dopo entrò nello staff tecnico del club.

#### Nazionale
Ha militato nella nazionale gallese dal 1992 al 2002, collezionando 32 presenze e 4 reti.

### Allenatore
Iniziò la sua carriera da allenatore allenando il Fulham dal 2003 al 2007 (vice nel 2002-2003). Nel 2007-2008 ha allenato il Real Sociedad mentre dal 2008 al 2010 il Coventry City. Nel 2011 è passato al Larissa fino al 2012.
Dal 2012 al 2017 è stato il commissario Tecnico della nazionale del Galles, che ha guidato, traguardo fin li mai raggiunto, fino alle semifinali (medaglia di bronzo) del Campionato europeo di calcio 2016. In quell'anno è stato inserito anche fra i 10 allenatori che si sono contesi il premio di miglior allenatore al mondo al The Best FIFA Football Awards 2016.
Dopo aver disputato un grande europeo, l'obbiettivo successivo della nazionale maggiore gallese fu quello di qualificarsi ai Mondiali 2018, compito non semplice vista la presenza nello stesso gruppo di qualificazione del Galles di squadre come Serbia, Irlanda e Austria (oltre che Georgia e Moldavia). Per quanto la squadra avesse collezionato una buona serie di risultati (9 consecutivi, frutto di 4 vittorie e 5 pareggi), non raggiunse la qualificazione ai Mondiali 2018 perdendo in casa per 0-1 lo scontro diretto (giocatosi il 9 ottobre 2017 a Cardiff) contro l'Irlanda per via di un goal di James McClean e piazzandosi così come terza nel girone con 17 punti dietro agli irlandesi che ne totalizzarono 19 (la Serbia che arrivò prima invece collezionò 21 punti).
Il mese successivo, in data 17 novembre Coleman si dimise dalla guida del Galles.
Pochi giorni dopo aver rassegnato le dimissioni dalla panchina della nazionale gallese, Coleman venne ingaggiato per sostituire l'esonerato Simon Grayson dal Sunderland, squadra che dopo essere retrocessa dalla Premier League, era ultima in Championship al suo arrivo. Non riesce a evitare la seconda retrocessione consecutiva della squadra e il 29 aprile 2018 viene esonerato.
Il 10 giugno 2018 è annunciato come allenatore dei cinesi dell'Hebei China Fortune, dove subentra a Manuel Pellegrini. Il 15 maggio 2019 è esonerato per gli scarsi risultati ottenuti.

## Statistiche

### Giocatore

#### Cronologia presenze e reti in nazionale
| Cronologia completa delle presenze e delle reti in nazionale ― Galles | Cronologia completa delle presenze e delle reti in nazionale ― Galles | Cronologia completa delle presenze e delle reti in nazionale ― Galles | Cronologia completa delle presenze e delle reti in nazionale ― Galles | Cronologia completa delle presenze e delle reti in nazionale ― Galles | Cronologia completa delle presenze e delle reti in nazionale ― Galles | Cronologia completa delle presenze e delle reti in nazionale ― Galles | Cronologia completa delle presenze e delle reti in nazionale ― Galles |
| Data                                                                  | Città                                                                 | In casa                                                               | Risultato                                                             | Ospiti                                                                | Competizione                                                          | Reti                                                                  | Note                                                                  |
| --------------------------------------------------------------------- | --------------------------------------------------------------------- | --------------------------------------------------------------------- | --------------------------------------------------------------------- | --------------------------------------------------------------------- | --------------------------------------------------------------------- | --------------------------------------------------------------------- | --------------------------------------------------------------------- |
| 29-4-1992                                                             | Vienna                                                                | Austria                                                               | 1 – 1                                                                 | Galles                                                                | Amichevole                                                            | 1                                                                     | 52’                                                                   |
| 17-2-1993                                                             | Dublino                                                               | Irlanda                                                               | 2 – 1                                                                 | Galles                                                                | Amichevole                                                            | -                                                                     | 46’                                                                   |
| 9-3-1994                                                              | Cardiff                                                               | Galles                                                                | 1 – 3                                                                 | Norvegia                                                              | Amichevole                                                            | 1                                                                     |                                                                       |
| 23-5-1994                                                             | Tallinn                                                               | Estonia                                                               | 1 – 2                                                                 | Galles                                                                | Amichevole                                                            | -                                                                     |                                                                       |
| 7-9-1994                                                              | Cardiff                                                               | Galles                                                                | 2 – 0                                                                 | Albania                                                               | Qual. Euro 1996                                                       | 1                                                                     |                                                                       |
| 12-10-1994                                                            | Chișinău                                                              | Moldavia                                                              | 3 – 2                                                                 | Galles                                                                | Qual. Euro 1996                                                       | -                                                                     | 34’                                                                   |
| 16-11-1994                                                            | Tbilisi                                                               | Georgia                                                               | 5 – 0                                                                 | Galles                                                                | Qual. Euro 1996                                                       | -                                                                     |                                                                       |
| 14-12-1994                                                            | Cardiff                                                               | Galles                                                                | 0 – 3                                                                 | Bulgaria                                                              | Qual. Euro 1996                                                       | -                                                                     |                                                                       |
| 29-3-1995                                                             | Sofia                                                                 | Bulgaria                                                              | 3 – 1                                                                 | Galles                                                                | Qual. Euro 1996                                                       | -                                                                     |                                                                       |
| 26-4-1995                                                             | Düsseldorf                                                            | Germania                                                              | 1 – 1                                                                 | Galles                                                                | Qual. Euro 1996                                                       | -                                                                     | 46’                                                                   |
| 6-9-1995                                                              | Swansea                                                               | Galles                                                                | 1 – 0                                                                 | Moldavia                                                              | Amichevole                                                            | -                                                                     | 76’                                                                   |
| 24-1-1996                                                             | Terni                                                                 | Italia                                                                | 3 – 0                                                                 | Galles                                                                | Amichevole                                                            | -                                                                     |                                                                       |
| 24-4-1996                                                             | Lugano                                                                | Svizzera                                                              | 2 – 0                                                                 | Galles                                                                | Amichevole                                                            | -                                                                     | 88’                                                                   |
| 2-6-1996                                                              | Serravalle                                                            | San Marino                                                            | 0 – 5                                                                 | Galles                                                                | Qual. Mondiali 1998                                                   | -                                                                     |                                                                       |
| 31-8-1996                                                             | Cardiff                                                               | Galles                                                                | 6 – 0                                                                 | San Marino                                                            | Qual. Mondiali 1998                                                   | -                                                                     | 83’                                                                   |
| 11-11-1997                                                            | Brasília                                                              | Brasile                                                               | 3 – 0                                                                 | Galles                                                                | Amichevole                                                            | -                                                                     |                                                                       |
| 25-3-1998                                                             | Cardiff                                                               | Galles                                                                | 0 – 0                                                                 | Giamaica                                                              | Amichevole                                                            | -                                                                     |                                                                       |
| 3-6-1998                                                              | Ta' Qali                                                              | Malta                                                                 | 0 – 3                                                                 | Galles                                                                | Amichevole                                                            | -                                                                     |                                                                       |
| 6-6-1998                                                              | Tunisi                                                                | Tunisia                                                               | 4 – 0                                                                 | Galles                                                                | Amichevole                                                            | -                                                                     |                                                                       |
| 5-9-1998                                                              | Liverpool                                                             | Galles                                                                | 0 – 2                                                                 | Italia                                                                | Qual. Euro 2000                                                       | -                                                                     |                                                                       |
| 10-10-1998                                                            | Copenaghen                                                            | Danimarca                                                             | 1 – 2                                                                 | Galles                                                                | Qual. Euro 2000                                                       | -                                                                     |                                                                       |
| 14-10-1998                                                            | Cardiff                                                               | Galles                                                                | 3 – 2                                                                 | Bielorussia                                                           | Qual. Euro 2000                                                       | 1                                                                     |                                                                       |
| 31-3-1999                                                             | Zurigo                                                                | Svizzera                                                              | 2 – 0                                                                 | Galles                                                                | Qual. Euro 2000                                                       | -                                                                     |                                                                       |
| 9-6-1999                                                              | Copenaghen                                                            | Danimarca                                                             | 2 – 0                                                                 | Galles                                                                | Qual. Euro 2000                                                       | -                                                                     |                                                                       |
| 4-9-1999                                                              | Minsk                                                                 | Bielorussia                                                           | 1 – 2                                                                 | Galles                                                                | Qual. Euro 2000                                                       | -                                                                     |                                                                       |
| 9-10-1999                                                             | Wrexham                                                               | Galles                                                                | 0 – 2                                                                 | Svizzera                                                              | Qual. Euro 2000                                                       | -                                                                     | 66’                                                                   |
| 23-2-2000                                                             | Doha                                                                  | Qatar                                                                 | 0 – 1                                                                 | Galles                                                                | Amichevole                                                            | -                                                                     |                                                                       |
| 29-3-2000                                                             | Wrexham                                                               | Galles                                                                | 1 – 2                                                                 | Finlandia                                                             | Amichevole                                                            | -                                                                     |                                                                       |
| 2-9-2000                                                              | Minsk                                                                 | Bielorussia                                                           | 2 – 1                                                                 | Galles                                                                | Qual. Mondiali 2002                                                   | -                                                                     |                                                                       |
| 7-10-2000                                                             | Cardiff                                                               | Galles                                                                | 1 – 1                                                                 | Norvegia                                                              | Qual. Mondiali 2002                                                   | -                                                                     |                                                                       |
| 11-10-2000                                                            | Bydgoszcz                                                             | Polonia                                                               | 0 – 0                                                                 | Galles                                                                | Qual. Mondiali 2002                                                   | -                                                                     |                                                                       |
| 14-5-2002                                                             | Wrexham                                                               | Galles                                                                | 1 – 0                                                                 | Germania                                                              | Amichevole                                                            | -                                                                     | 90’                                                                   |
| Totale                                                                |                                                                       | Presenze                                                              | 32                                                                    |                                                                       | Reti                                                                  | 4                                                                     |                                                                       |

### Allenatore

#### Club
Statistiche aggiornate all'11 maggio 2014.
| Stagione                   | Squadra                    | Campionato                 | Campionato | Campionato | Campionato | Campionato | Coppe nazionali | Coppe nazionali | Coppe nazionali | Coppe nazionali | Coppe nazionali | Coppe continentali | Coppe continentali | Coppe continentali | Coppe continentali | Coppe continentali | Altre coppe | Altre coppe | Altre coppe | Altre coppe | Altre coppe | Totale | Totale | Totale | Totale | Vittorie % | Piazzamento    |
| Stagione                   | Squadra                    | Comp                       | G          | V          | N          | P          | Comp            | G               | V               | N               | P               | Comp               | G                  | V                  | N                  | P                  | Comp        | G           | V           | N           | P           | G      | V      | N      | P      | %          | Piazzamento    |
| -------------------------- | -------------------------- | -------------------------- | ---------- | ---------- | ---------- | ---------- | --------------- | --------------- | --------------- | --------------- | --------------- | ------------------ | ------------------ | ------------------ | ------------------ | ------------------ | ----------- | ----------- | ----------- | ----------- | ----------- | ------ | ------ | ------ | ------ | ---------- | -------------- |
| apr.-mag. 2003             | Fulham                     | PL                         | 5          | 3          | 1          | 1          | FACup+CdL       |                 |                 |                 |                 | Int+CU             |                    |                    |                    |                    |             |             |             |             |             | 5      | 3      | 1      | 1      | 60,00      | Sub, 14°       |
| 2003-2004                  | Fulham                     | PL                         | 38         | 14         | 10         | 14         | FACup+CdL       | 6+1             | 3+0             | 2+0             | 1+1             |                    |                    |                    |                    |                    |             |             |             |             |             | 45     | 17     | 12     | 16     | 37,78      | 9°             |
| 2004-2005                  | Fulham                     | PL                         | 38         | 12         | 8          | 18         | FACup+CdL       | 5+4             | 2+3             | 2+0             | 1+1             |                    |                    |                    |                    |                    |             |             |             |             |             | 47     | 17     | 10     | 20     | 36,17      | 13°            |
| 2005-2006                  | Fulham                     | PL                         | 38         | 14         | 6          | 18         | FACup+CdL       | 1+2             | 0+1             | 0+0             | 1+1             |                    |                    |                    |                    |                    |             |             |             |             |             | 41     | 15     | 6      | 20     | 36,59      | 12°            |
| 2006-apr. 2007             | Fulham                     | PL                         | 33         | 7          | 14         | 12         | FACup+CdL       | 4+1             | 2+0             | 1+0             | 1+1             |                    |                    |                    |                    |                    |             |             |             |             |             | 38     | 9      | 15     | 14     | 23,68      | Eson           |
| Totale Fulham              | Totale Fulham              | Totale Fulham              | 152        | 50         | 39         | 63         |                 | 24              | 11              | 5               | 8               |                    |                    |                    |                    |                    |             |             |             |             |             | 176    | 61     | 44     | 71     | 34,66      |                |
| 2007-gen. 2008             | Real Sociedad              | SD                         | 20         | 8          | 7          | 5          | CR              | 1               | 0               | 0               | 1               |                    |                    |                    |                    |                    |             |             |             |             |             | 21     | 8      | 7      | 6      | 38,10      | Eson           |
| feb.-giu. 2008             | Coventry City              | FLC                        | 15         | 4          | 5          | 6          | FACup+CdL       |                 |                 |                 |                 |                    |                    |                    |                    |                    |             |             |             |             |             | 15     | 4      | 5      | 6      | 26,67      | Sub, 21°       |
| 2008-2009                  | Coventry City              | FLC                        | 46         | 13         | 15         | 18         | FACup+CdL       | 5+2             | 3+1             | 1+0             | 1+1             |                    |                    |                    |                    |                    |             |             |             |             |             | 53     | 17     | 16     | 20     | 32,08      | 17°            |
| 2009-2010                  | Coventry City              | FLC                        | 46         | 13         | 15         | 18         | FACup+CdL       | 2+1             | 0+0             | 1+0             | 1+1             |                    |                    |                    |                    |                    |             |             |             |             |             | 49     | 13     | 16     | 20     | 26,53      | 19°            |
| Totale Coventry City       | Totale Coventry City       | Totale Coventry City       | 107        | 30         | 35         | 42         |                 | 10              | 4               | 2               | 4               |                    |                    |                    |                    |                    |             |             |             |             |             | 117    | 34     | 37     | 46     | 29,06      |                |
| 2011-gen. 2012             | Larissa                    | FL                         | 10         | 5          | 4          | 1          | CG              | 2               | 1               | 1               | 0               |                    |                    |                    |                    |                    |             |             |             |             |             | 12     | 6      | 5      | 1      | 50,00      | Eson           |
| nov. 2017-2018             | Sunderland                 | FLC                        | 18         | 4          | 5          | 9          | FACup+CdL       | 1+0             |                 |                 | 1+0             |                    |                    |                    |                    |                    |             |             |             |             |             | 19     | 4      | 5      | 10     | 21,05      | Sub, 24° (ret) |
| lug.-dic. 2018             | Hebei China Fortune        | CSL                        | 19         | 6          | 6          | 7          | CdC             | 0               |                 |                 | 0               |                    |                    |                    |                    |                    |             |             |             |             |             | 19     | 6      | 6      | 7      | 31,58      | Sub, 6°        |
| mar.-mag. 2019             | Hebei China Fortune        | CSL                        | 9          | 1          | 2          | 6          | CdC             | 1               | 0               | 0               | 1               |                    |                    |                    |                    |                    |             |             |             |             |             | 10     | 1      | 2      | 7      | 10,00      | Eson           |
| Totale Hebei China Fortune | Totale Hebei China Fortune | Totale Hebei China Fortune | 28         | 7          | 8          | 13         |                 | 1               | 0               | 0               | 1               |                    |                    |                    |                    |                    |             |             |             |             |             | 29     | 7      | 8      | 14     | 24,14      |                |
| gen.-giu. 2022             | Atromītos                  | SLE                        | 18         | 6          | 6          | 6          | CG              | 0               | 0               | 0               | 0               | -                  | -                  | -                  | -                  | -                  | -           | -           | -           | -           | -           | 18     | 6      | 6      | 6      | 33,33      | Sub, 12°       |
| 2022-2023                  | Atromītos                  | SLE                        | 33         | 9          | 11         | 13         | CG              | 3               | 1               | 1               | 1               | -                  | -                  | -                  | -                  | -                  | -           | -           | -           | -           | -           | 36     | 10     | 12     | 14     | 27,78      | 7°             |
| Totale Atromitos           | Totale Atromitos           | Totale Atromitos           | 51         | 15         | 17         | 19         |                 | 3               | 1               | 1               | 1               |                    | -                  | -                  | -                  | -                  |             | -           | -           | -           | -           | 54     | 16     | 18     | 20     | 29,63      |                |
| Totale carriera            | Totale carriera            | Totale carriera            | 386        | 119        | 115        | 152        |                 | 42              | 17              | 9               | 16              |                    |                    |                    |                    |                    |             |             |             |             |             | 428    | 136    | 124    | 168    | 31,78      |                |

#### Nazionale
Statistiche aggiornate al 14 novembre 2017.
| Squadra | Naz               | dal             | al               | Record | Record | Record | Record     | Record | Record | Record | Record |
| G       | V                 | N               | P                | GF     | GS     | DR     | % Vittorie |        |        |        |        |
| ------- | ----------------- | --------------- | ---------------- | ------ | ------ | ------ | ---------- | ------ | ------ | ------ | ------ |
| Galles  | Galles (bandiera) | 19 gennaio 2012 | 17 novembre 2017 | 50     | 19     | 13     | 18         | 53     | 57     | −4     | 38,00  |

#### Nazionale nel dettaglio
| 2012          | Galles        | Qual. Mondiale | 5º nel Gruppo A, non qualificato | 4  | 1  | 0  | 3  | 25,00 | 3  | 11 | -8  |
| 2013          | Galles        | Qual. Mondiale | 5º nel Gruppo A, non qualificato | 6  | 2  | 1  | 3  | 33,33 | 6  | 9  | -3  |
| 2014          | Galles        | Qual. Europeo  | 2º nel Gruppo B, qualificato     | 4  | 2  | 2  | 0  | 50,00 | 4  | 2  | +2  |
| 2015          | Galles        | Qual. Europeo  | 2º nel Gruppo B, qualificato     | 6  | 4  | 1  | 1  | 66,67 | 7  | 2  | +5  |
| 2016          | Galles        | Europeo        | Semifinale                       | 6  | 4  | 0  | 2  | 66,67 | 10 | 6  | +4  |
| 2016          | Galles        | Qual. Mondiale | 3º nel Gruppo D, non qualificato | 4  | 1  | 3  | 0  | 25,00 | 8  | 4  | +4  |
| 2017          | Galles        | Qual. Mondiale | 3º nel Gruppo D, non qualificato | 6  | 3  | 2  | 1  | 50,00 | 5  | 2  | +3  |
| 2012-2017     | Galles        | Amichevoli     |                                  | 14 | 2  | 4  | 8  | 14,29 | 10 | 21 | -11 |
| Totale Galles | Totale Galles | Totale Galles  | Totale Galles                    | 50 | 19 | 13 | 18 | 38,00 | 53 | 57 | -4  |

#### Panchine da commissario tecnico della nazionale gallese
| Cronologia completa delle presenze e delle reti in nazionale ― Galles | Cronologia completa delle presenze e delle reti in nazionale ― Galles | Cronologia completa delle presenze e delle reti in nazionale ― Galles | Cronologia completa delle presenze e delle reti in nazionale ― Galles | Cronologia completa delle presenze e delle reti in nazionale ― Galles | Cronologia completa delle presenze e delle reti in nazionale ― Galles | Cronologia completa delle presenze e delle reti in nazionale ― Galles | Cronologia completa delle presenze e delle reti in nazionale ― Galles |
| Data                                                                  | Città                                                                 | In casa                                                               | Risultato                                                             | Ospiti                                                                | Competizione                                                          | Reti                                                                  | Note                                                                  |
| --------------------------------------------------------------------- | --------------------------------------------------------------------- | --------------------------------------------------------------------- | --------------------------------------------------------------------- | --------------------------------------------------------------------- | --------------------------------------------------------------------- | --------------------------------------------------------------------- | --------------------------------------------------------------------- |
| 29-2-2012                                                             | Cardiff                                                               | Galles                                                                | 0 – 1                                                                 | Costa Rica                                                            | Amichevole                                                            | -                                                                     | Cap: C.Bellamy                                                        |
| 27-5-2012                                                             | East Rutherford                                                       | Messico                                                               | 2 – 0                                                                 | Galles                                                                | Amichevole                                                            | -                                                                     | Cap: A.Ramsey                                                         |
| 15-8-2012                                                             | Swansea                                                               | Galles                                                                | 0 – 2                                                                 | Bosnia ed Erzegovina                                                  | Amichevole                                                            | -                                                                     | Cap: A.Ramsey                                                         |
| 7-9-2012                                                              | Cardiff                                                               | Galles                                                                | 0 – 2                                                                 | Belgio                                                                | Qual. Mondiali 2014                                                   | -                                                                     | Cap: A.Ramsey                                                         |
| 11-9-2012                                                             | Novi Sad                                                              | Serbia                                                                | 6 – 1                                                                 | Galles                                                                | Qual. Mondiali 2014                                                   | Gareth Bale                                                           | Cap: A.Ramsey                                                         |
| 12-10-2012                                                            | Cardiff                                                               | Galles                                                                | 2 – 1                                                                 | Scozia                                                                | Qual. Mondiali 2014                                                   | 2 Gareth Bale 1 (rig.)                                                | Cap: A.Williams                                                       |
| 16-10-2012                                                            | Osijek                                                                | Croazia                                                               | 2 – 0                                                                 | Galles                                                                | Qual. Mondiali 2014                                                   | -                                                                     | Cap: A.Williams                                                       |
| 6-2-2013                                                              | Swansea                                                               | Galles                                                                | 2 – 1                                                                 | Austria                                                               | Amichevole                                                            | Gareth Bale Sam Vokes                                                 | Cap: A.Williams                                                       |
| 22-3-2013                                                             | Glasgow                                                               | Scozia                                                                | 1 – 2                                                                 | Galles                                                                | Qual. Mondiali 2014                                                   | Aaron Ramsey (rig.) Hal Robson-Kanu                                   | Cap: A.Williams                                                       |
| 26-3-2013                                                             | Swansea                                                               | Galles                                                                | 1 – 2                                                                 | Croazia                                                               | Qual. Mondiali 2014                                                   | Gareth Bale (rig.)                                                    | Cap: A.Williams                                                       |
| 14-8-2013                                                             | Cardiff                                                               | Galles                                                                | 0 – 0                                                                 | Irlanda                                                               | Amichevole                                                            | -                                                                     | Cap: A.Williams                                                       |
| 6-9-2013                                                              | Skopje                                                                | Macedonia del Nord                                                    | 2 – 1                                                                 | Galles                                                                | Qual. Mondiali 2014                                                   | Aaron Ramsey (rig.)                                                   | Cap: A.Williams                                                       |
| 10-9-2013                                                             | Cardiff                                                               | Galles                                                                | 0 – 3                                                                 | Serbia                                                                | Qual. Mondiali 2014                                                   | -                                                                     | Cap: A.Ramsey                                                         |
| 11-10-2013                                                            | Cardiff                                                               | Galles                                                                | 1 – 0                                                                 | Macedonia del Nord                                                    | Qual. Mondiali 2014                                                   | Simon Church                                                          | Cap: A.Ramsey                                                         |
| 15-10-2013                                                            | Bruxelles                                                             | Belgio                                                                | 1 – 1                                                                 | Galles                                                                | Qual. Mondiali 2014                                                   | Aaron Ramsey                                                          | Cap: A.Ramsey                                                         |
| 16-11-2013                                                            | Cardiff                                                               | Galles                                                                | 1 – 1                                                                 | Finlandia                                                             | Amichevole                                                            | Andy King                                                             | Cap: A.Williams                                                       |
| 5-3-2014                                                              | Cardiff                                                               | Galles                                                                | 3 – 1                                                                 | Islanda                                                               | Amichevole                                                            | James Collins Sam Vokes Gareth Bale                                   | Cap: A.Williams                                                       |
| 4-6-2014                                                              | Amsterdam                                                             | Paesi Bassi                                                           | 2 – 0                                                                 | Galles                                                                | Amichevole                                                            | -                                                                     | Cap: J.Allen                                                          |
| 9-9-2014                                                              | Andorra la Vella                                                      | Andorra                                                               | 1 – 2                                                                 | Galles                                                                | Qual. Euro 2016                                                       | 2 Gareth Bale                                                         | Cap: A.Williams                                                       |
| 10-10-2014                                                            | Cardiff                                                               | Galles                                                                | 0 – 0                                                                 | Bosnia ed Erzegovina                                                  | Qual. Euro 2016                                                       | -                                                                     | Cap: A.Williams                                                       |
| 13-10-2014                                                            | Cardiff                                                               | Galles                                                                | 2 – 1                                                                 | Cipro                                                                 | Qual. Euro 2016                                                       | David Cotterill Hal Robson-Kanu                                       | Cap: A.Williams                                                       |
| 16-11-2014                                                            | Bruxelles                                                             | Belgio                                                                | 0 – 0                                                                 | Galles                                                                | Qual. Euro 2016                                                       | -                                                                     | Cap: A.Williams                                                       |
| 28-3-2015                                                             | Haifa                                                                 | Israele                                                               | 0 – 3                                                                 | Galles                                                                | Qual. Euro 2016                                                       | Aaron Ramsey 2 Gareth Bale                                            | Cap: A.Williams                                                       |
| 12-6-2015                                                             | Cardiff                                                               | Galles                                                                | 1 – 0                                                                 | Belgio                                                                | Qual. Euro 2016                                                       | Gareth Bale                                                           | Cap: A.Williams                                                       |
| 3-9-2015                                                              | Nicosia                                                               | Cipro                                                                 | 0 – 1                                                                 | Galles                                                                | Qual. Euro 2016                                                       | Gareth Bale                                                           | Cap: A.Williams                                                       |
| 6-9-2015                                                              | Cardiff                                                               | Galles                                                                | 0 – 0                                                                 | Israele                                                               | Qual. Euro 2016                                                       | -                                                                     | Cap: A.Williams                                                       |
| 10-10-2015                                                            | Zenica                                                                | Bosnia ed Erzegovina                                                  | 2 – 0                                                                 | Galles                                                                | Qual. Euro 2016                                                       | -                                                                     | Cap: A.Williams                                                       |
| 13-10-2015                                                            | Cardiff                                                               | Galles                                                                | 2 – 0                                                                 | Andorra                                                               | Qual. Euro 2016                                                       | Aaron Ramsey Gareth Bale                                              | Cap: A.Williams                                                       |
| 13-11-2015                                                            | Cardiff                                                               | Galles                                                                | 2 – 3                                                                 | Paesi Bassi                                                           | Amichevole                                                            | Joe Ledley Emyr Huws                                                  | Cap:A.Williams                                                        |
| 24-3-2016                                                             | Cardiff                                                               | Galles                                                                | 1 – 1                                                                 | Irlanda del Nord                                                      | Amichevole                                                            | Simon Church (rig.)                                                   | Cap:A.Williams                                                        |
| 28-3-2016                                                             | Kiev                                                                  | Ucraina                                                               | 1 – 0                                                                 | Galles                                                                | Amichevole                                                            | -                                                                     | Cap:A.Williams                                                        |
| 5-6-2016                                                              | Solna                                                                 | Svezia                                                                | 3 – 0                                                                 | Galles                                                                | Amichevole                                                            | -                                                                     | Cap:A.Williams                                                        |
| 11-6-2016                                                             | Bordeaux                                                              | Galles                                                                | 2 – 1                                                                 | Slovacchia                                                            | Euro 2016 - 1º turno                                                  | Gareth Bale Hal Robson-Kanu                                           | Cap: A.Williams                                                       |
| 16-6-2016                                                             | Lens                                                                  | Inghilterra                                                           | 2 – 1                                                                 | Galles                                                                | Euro 2016 - 1º turno                                                  | Gareth Bale                                                           | Cap: A.Williams                                                       |
| 20-6-2016                                                             | Tolosa                                                                | Russia                                                                | 0 – 3                                                                 | Galles                                                                | Euro 2016 - 1º turno                                                  | Aaron Ramsey Neil Taylor Gareth Bale                                  | Cap: A.Williams                                                       |
| 25-6-2016                                                             | Parigi                                                                | Galles                                                                | 1 – 0                                                                 | Irlanda del Nord                                                      | Euro 2016 - Ottavi di finale                                          | autorete                                                              | Cap: A.Williams                                                       |
| 1-7-2016                                                              | Lilla                                                                 | Galles                                                                | 3 – 1                                                                 | Belgio                                                                | Euro 2016 - Quarti di finale                                          | A.Williams Hal Robson-Kanu Sam Vokes                                  | Cap: A.Williams                                                       |
| 6-7-2016                                                              | Lione                                                                 | Portogallo                                                            | 2 – 0                                                                 | Galles                                                                | Euro 2016 - Semifinale                                                | -                                                                     | Cap: A.Williams                                                       |
| 5-9-2016                                                              | Cardiff                                                               | Galles                                                                | 4 – 0                                                                 | Moldavia                                                              | Qual. Mondiali 2018                                                   | Sam Vokes Joe Allen 2 Gareth Bale 1 (rig.)                            | Cap: A.Williams                                                       |
| 6-10-2016                                                             | Vienna                                                                | Austria                                                               | 2 – 2                                                                 | Galles                                                                | Qual. Mondiali 2018                                                   | Joe Allen autorete                                                    | Cap: A.Williams                                                       |
| 9-10-2016                                                             | Cardiff                                                               | Galles                                                                | 1 – 1                                                                 | Georgia                                                               | Qual. Mondiali 2018                                                   | Gareth Bale                                                           | Cap: A.Williams                                                       |
| 12-11-2016                                                            | Cardiff                                                               | Galles                                                                | 1 – 1                                                                 | Serbia                                                                | Qual. Mondiali 2018                                                   | Gareth Bale                                                           | Cap: A.Williams                                                       |
| 24-3-2017                                                             | Dublino                                                               | Irlanda                                                               | 0 – 0                                                                 | Galles                                                                | Qual. Mondiali 2018                                                   | -                                                                     | Cap: A.Williams                                                       |
| 11-6-2017                                                             | Belgrado                                                              | Serbia                                                                | 1 – 1                                                                 | Galles                                                                | Qual. Mondiali 2018                                                   | Aaron Ramsey (rig.)                                                   | Cap: A.Williams                                                       |
| 2-9-2017                                                              | Cardiff                                                               | Galles                                                                | 1 – 0                                                                 | Austria                                                               | Qual. Mondiali 2018                                                   | Ben Woodburn                                                          | Cap: A.Williams                                                       |
| 5-9-2017                                                              | Chișinău                                                              | Moldavia                                                              | 0 – 2                                                                 | Galles                                                                | Qual. Mondiali 2018                                                   | Hal Robson-Kanu Aaron Ramsey                                          | Cap: A.Williams                                                       |
| 6-10-2017                                                             | Tblisi                                                                | Georgia                                                               | 0 – 1                                                                 | Galles                                                                | Qual. Mondiali 2018                                                   | Tom Lawrence                                                          | Cap: A.Williams                                                       |
| 9-10-2017                                                             | Cardiff                                                               | Galles                                                                | 0 – 1                                                                 | Irlanda                                                               | Qual. Mondiali 2018                                                   | -                                                                     | Cap: A.Williams                                                       |
| 10-11-2017                                                            | Saint-Denis                                                           | Francia                                                               | 2 – 0                                                                 | Galles                                                                | Amichevole                                                            | -                                                                     | Cap:A.Williams                                                        |
| 14-11-2017                                                            | Cardiff                                                               | Galles                                                                | 1 – 1                                                                 | Panama                                                                | Amichevole                                                            | Tom Lawrence                                                          | Cap: C.Gunter                                                         |
| Totale                                                                |                                                                       | Presenze                                                              | 50                                                                    |                                                                       | Reti                                                                  | 53                                                                    |                                                                       |

## Palmarès
- Welsh FA Cup: 2

Swansea City: 1988-1989, 1990-1991
- Football League Championship: 2

Crystal Palace: 1993-1994
Fulham: 2000-2001
- Football League One: 1

Fulham: 1998-1999